# Kriwo pole
Kriwo pole (bułg. Криво поле) – wieś w południowej Bułgarii, obwód Chaskowo, gmina Chaskowo. Według danych Narodowego Instytutu Statystycznego w Bułgarii, 31 grudnia 2011 roku wieś liczyła 910 mieszkańców.
Dawna nazwa miejscowości to Irobas.